# Kijevskaja (Filjovskajalinjen)
Kijevskaja (ryska: Киевская, Kievstationen), är en tunnelbanestation på Filjovskajalinjen i Moskvas tunnelbana.
Kijevskaja har fått sitt namn efter järnvägsstationen Kievskij som ligger ovanför. Tunnelbanestationen delar ingång med de två andra Kijevskaja-tunnelbanestationerna, vilka ligger på ringlinjen och  Arbatsko-Pokrovskaja-linjen.
Kievskaja öppnades 1937 och låg då på Arbatsko-Pokrovskajalinjen, men stängdes 1953, då en ny Kievskajastation öppnades. Man ändrade dock planerna, och fem år senare öppnade stationen igen, nu som en del av den nya Filjovskajalinjen.
Kievskaja har höga, åttkantiga pelare klädda med gul marmor och med utsirade kapitäl. Plattformens golv är designat i ett traditionellt ukrainskt mönster, detaljerat utfört i röd, vit och grå granit.
Mellan Kievskaja och Smolenskaja går linjen via Smolenskijbron över Moskvafloden. Bron byggdes 1937 och var den första delen av tunnelbanan som gick ovan jord.

## Byten
På stationen kan man byta till Kievskaja-stationerna på ringlinjen (bruna linjen) och  Arbatsko-Pokrovskaja-linjen (mörkblå linjen).